# Elatocladus
 (mai 2025).
Genre
† Elatocladus est un genre morphotypique éteint de feuilles stériles de conifères du Mésozoïque.

## Taxonomie
L’IFPNI recense plus de 70 espèces dans ce genre. Décrit pour la première fois par Halle en 1913. Il se caractérise par des feuilles allongées disposées en spirale autour de la tige. Plus tard, Harris (1979) a précisé que le genre Elatocladus désigne des rameaux portant des feuilles longues, aplaties de haut en bas, qui s’écartent de la tige, avec une seule nervure centrale et une base rétrécie. Or, ce type de feuillage se retrouve chez plusieurs familles de conifères et en l’absence de structures reproductrices il est difficile de relier ces fossiles à un groupe précis, et leur classification reste donc incertaine.